# Majuro
Majuro is de hoofdstad en grootste stad van de Marshalleilanden. De stad, gelegen op het gelijknamige atol, telde in 2011 27.797 inwoners.

## Vervoer
De luchthaven van Majuro is een van de twee internationale luchthavens van het land. De nationale maatschappij Air Marshall Islands, die er haar hoofdkwartier heeft, verbindt er het atol direct met 16 binnenlandse bestemmingen, inclusief de tweede internationale luchthaven op Kwajalein. Ook de Guamese nationale luchtvaartmaatschappij Continental Micronesia verzorgt vluchten naar Kwajalein, daarnaast staat deze maatschappij in voor alle internationale verbindingen, te weten naar Guam, Micronesia en de Verenigde Staten.

## Zustersteden
- Guam
- Kawai, Japan
- Taipei, Taiwan